# Budova OV KSČ (Písek)
Budova okresního výboru Komunistické strany Československa (OV KSČ) v Písku je administrativní budova v uvedeném jihočeském městě. Nachází se v blízkosti jeho historického centra, na ulici Na Výstavišti, nedaleko kamenného mostu. V současné době sídlí v budově Policie České republiky, územní oddělení pro město Písek. Její adresa je Na Výstavišti 377.
Stavba byla ve své době označována jako komunistický palác nebo kokos.

## Popis budovy
Budovu tvaří dva zkřížené bloky. Důvodem pro to byla snaha architektů citlivě pracovat s okolní plochou, kde se nenacházelo mnoho zástavby. Objekt byl rozčleněn za použití různých prvků fasády, unikátně způsobeným zastřešením vstupů a vjezdů a dalších prvků. Byl ovlivně tehdy doznívající brutalistní architekturou.
Autory budovy byl pár architektů Antonín Dvořák a Naděžda Dvořáková, kteří tehdy pracovali ve společnosti Stavoprojekt. Nebyli příliš spjati s KSČ a realizovali zadání pro administrativní budovu.
Nápadné byly rudé ocelové prvky umístěné v nejvyšším patře. Jeden z bloků byl obložen dlaždicemi z kabřince.
Interiéry odpovídaly trendům architektury 80. let 20. století. Časté bylo dřevěné obložení stěn, nápadné tóny a časté využití zemitých barev.
Jižně od budovy se nachází socha Pěsti a plameny vytvořená z jednoho bloku pískovce. Jejím autorem byl Jiří Prachař.

## Historie
Manželé Dvořákovi byli vybráni pro tento projekt na základě úspěšně realizovaného obdobného objektu v Pelhřimově. Zvolen byl prostor v oblasti bývalého píseckého výstaviště a nedaleko kostela nejsvětější Trojice. Návrh dokončili v roce 1981 a stavební povolení bylo vydáno roku 1983.
Objekt byl stavebně dokončen v roce 1985. Slavnostně byl otevřen dne 11. listopadu. Pro účely KSČ sloužila budova od roku 1987, kdy bylo dokončeno stěhování.
V roce 1990 však vzhledem ke změnám společenských poměrů byla budova vyprázdněna. Nastěhoval se sem tehdejší OÚNZ. Ta zde nesídlila nicméně dlouho; Občanské fórum se svým návrhem, aby sloužila pro lékaře nepochodilo. Objekt byl převeden na Ministerstvo vnitra a to jej svěřilo policii.
V roce 2019 prošla budova rekonstrukcí. V rámci ní byly odstraněny staré obklady nebo překryty izolačními prvky ve snaze zvýšit energetickou úspornost budovy.